# Neoserica plasoni
Neoserica plasoni är en skalbaggsart som beskrevs av Brenske 1899. Neoserica plasoni ingår i släktet Neoserica och familjen Melolonthidae. Inga underarter finns listade i Catalogue of Life.